# Joan Merli i Pahissa
Joan Merli i Pahissa (Barcelona, 22 de maig de 1901-1995) fou un marxant, promotor d'art i editor català, fill d'un fabricant tèxtil.

## Biografia
Començà a promoure edicions de poesia com "Els Poetes d'Ara", les quals dirigia Tomàs Garcés (1923-1924). El 1924 marxà a París i va fer de marxant de l'artista Joan Rebull, al que seguiren Emili Bosch Roger, Josep Obiols, Prim, Josep Gausachs, Villà, Emili Grau-Sala, Josep Granyer, i altres que exposaven a la sala que duia el seu nom des del 1929, dins les Galeries Laietanes. Muntà l'Organització Joan Merli, que enviava obres d'art als socis que cotitzaven moderades sumes mensuals.
També fou creador de revistes i publicacions com La Mà trencada (1924-1925), Quatre coses (1925) o Les arts catalanes (1928-1929).
Joan Merli va compartir amistat amb Joan Salvat-Papasseit i va publicar la seva obra pòstuma Óssa Menor el 1925. L'escriptor barceloní li va dedicar un dels poemes d'aquest llibre: Ara no es fa, però jo encara ho faria.
Durant la Segona República Espanyola fou secretari de la Junta Municipal d'Exposicions d'Art de Barcelona i director de la revista Art (1933-1936). En acabar la Guerra civil espanyola, durant la qual col·laborà amb el Comissariat de Propaganda, s'exilià a Buenos Aires, on hi fundà l'editorial Poseidon i creà la revista Cabalgata, on hi publicà el seu primer llibre Julio Cortázar. Retornà a Catalunya el 1971, on va continuar amb l'Editorial Poseidor i fou membre d'honor de la Societat Catalana de Crítics d'Art. El 1982 va rebre la Creu de Sant Jordi.

## Obres
- La mort m'ha citat demà (1938) novel·la
- 33 pintors catalans (1937)
- Isidre Nonell (1938)
- Picasso (1948)
- Fang a les ales: drama en tres actes (1937)